# Тренделаг
Тренделаг (норв. Trøndelag) — фюльке й економічний район Норвегії (інша назва — Західноцентральний), який прилягає до Тронгеймс-фіорду, з центром у Тронгеймі.
Відносно плоска поверхня і родючі ґрунти на морських глинах сприяли розвитку хліборобства, яке виявилося конкурентоспроможним з хліборобством району Осло-фіорду.
Чверть території вкрита лісами.
У цьому районі розробляють родовища корисних копалин, особливо мідних руд і піритів.